# Gabrielona roni
Gabrielona roni is een slakkensoort uit de familie van de Phasianellidae. De wetenschappelijke naam van de soort is voor het eerst geldig gepubliceerd in 1993 door Moolenbeek & Dekker.